# Solanum abitaguense
Solanum abitaguense är en potatisväxtart som beskrevs av Sandra Diane Knapp. Solanum abitaguense ingår i släktet skattor som ingår i familjen potatisväxter. Inga underarter finns listade i Catalogue of Life.